# Roberto Álvarez
Roberto Álvarez, né à Gijón, en Espagne, le 13 mai 1956 , est un acteur espagnol. 

## Biographie
Au cinéma, Roberto Álvarez a notamment joué dans les films Entre les jambes (1999) et Juana la Loca (2001). À la télévision, il est surtout connu pour son rôle de Fernando Hidalgo dans la série Ana y los siete (2002-2005).

## Filmographie
- 1999 : Entre les jambes
- 2001 : Juana la Loca
- 2015 : Carlos, Rey Emperador : Juan Pardo de Tavera

## Prix et récompenses
En 2002, il est nommé meilleur acteur au festival de cinéma d'Alfax de Pi.